# 连子恒
连子恒（1951年7月—），男，汉族，河南禹州人，中华人民共和国政治人物，第十一届全国人民代表大会河南地区代表。

## 生平
连子恒毕业于中国社会科学院研究生院企业管理专业。1972年5月加入中国共产党。曾任禹州市委副书记、市长，许昌县委书记，商丘市委副书记，2001年担任河南三门峡市委书记。2008年任河南省人大常委会秘书长，并担任全国人大代表。
2014年8月17日，因涉嫌严重违纪违法接受组织调查。连氏离开三门峡后，三门峡曾曝出卖官窝案。
2015年7月24日，周口市中级人民法院公开审理连子恒犯受贿罪、巨额财产来源不明罪、非法持有枪支弹药罪一案，检察机关指控他非法收受他人所送现金900多万元人民币，并对962余万元的巨额财产不能说明来源，非法持有已经逝世的三门峡市原煤炭局局长雷建国所送枪支10支及800余发子弹。
2016年10月26日，周口市中级人民法院以受贿罪判处连子恒有期徒刑11年6个月，剥夺政治权利1年，并处罚金人民币200万元；以巨额财产来源不明罪，判处有期徒刑5年，差额部分予以追缴；以非法持有枪支弹药罪，判处有期徒刑3年，总和刑期19年6个月，法院决定对其执行有期徒刑15年6个月，剥夺政治权利1年，并处罚金人民币200万元，巨额财产来源不明的差额部分予以追缴。
判决生效后，连子恒被押解到信阳监狱服刑，2020年7月24日，信阳市中级人民法院認定连子恒在服刑期间，认罪悔罪，符合减刑条件，减去其有期徒刑6个月。刑期自2014年11月12日起至2029年11月11日止。